# Ringbahn de Berlin
Pour les articles homonymes, voir S41 et S42.
Le Ringbahn de Berlin ou petite ceinture de Berlin est une ceinture périphérique ferroviaire formant une boucle de 36,9 km autour du centre-ville de Berlin.

## Description

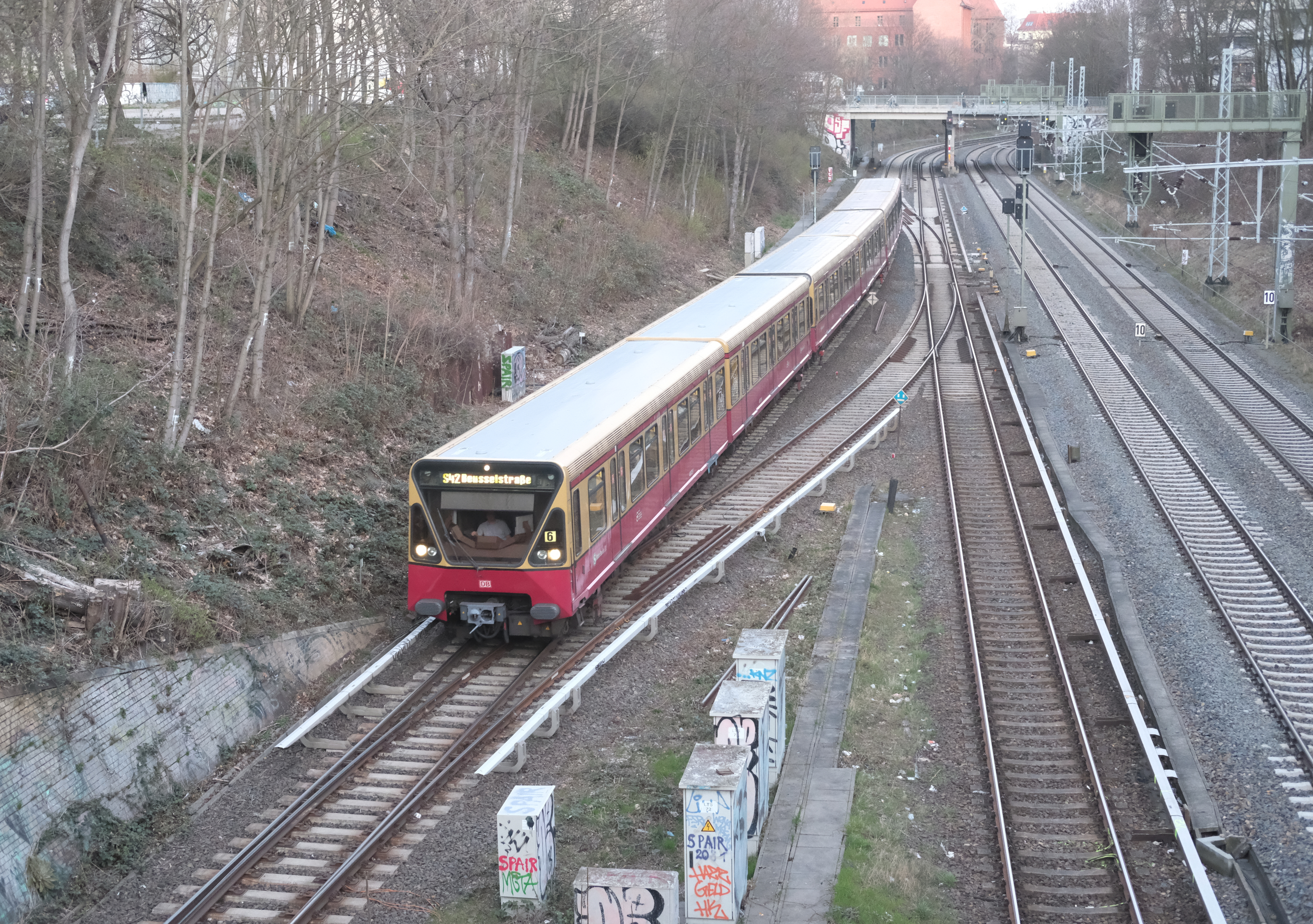
La ligne de petite ceinture entre Prenzlauer Berg et Pankow empruntée par un train de la ligne 42 se dirigeant vers la gare de Schönhauser Allee.

La ceinture est composée de deux lignes, l'une pour le fret et l'autre pour le transport voyageur du S-Bahn de Berlin, le réseau express régional. La ligne 41 qui circule autour de la ville dans le sens des aiguilles d'une montre et la ligne 42 qui circule en sens inverse sont empruntées à elles deux par 400 000 voyageurs par jour et ont un horaire cadencé d'environ 10 minutes en journée. La forme caractéristique de la ceinture est parfois surnommée « la tête de chien ». Un train met environ une heure pour faire le tour de Berlin.
La ceinture de Berlin est une délimitation importante dans la capitale allemande. Dans les zones tarifaires des transports en commun berlinois, l'intérieur de la ceinture est en zone A tandis qu'à l'extérieur commence la zone B. Les loyers des logements sont aussi nettement plus élevés et augmentent plus rapidement à l'intérieur de la ceinture.

« À la station de Tempelhof, Oppenheimer avait pris la ligne circulaire [...]. Celle-ci était surnommée « Tête de chien » puisque son parcours dessinait une tête de dogue avec de grosses babines qui regardait vers l'ouest. »

— Harald Gilbers

## Les gares
Les gares sont listées dans le sens des aiguilles d'une montre, c'est-à-dire le sens de la ligne ↻ . La ligne ↺  dessert exactement les mêmes gares en sens inverse. Le Ringbahn fonctionne en continu et rejoint directement la gare de Beusselstraße à la gare de Westhafen.
Toutes les gares de la ceinture sont en zone A et sont accessibles aux personnes à mobilité réduite.
| PK   |  |   |  | Gare                 | Quartier berlinois   | Correspondances |
| ---- |  | - |  | -------------------- | -------------------- | --------------- |
| 0,0  |  |   |  | Moabit Rebroussement | Moabit               |                 |
| 0,7  |  | o |  | Westhafen            | Moabit               |                 |
| 2,5  |  | o |  | Wedding              | Wedding              |                 |
| 4,2  |  | o |  | Gesundbrunnen        | Gesundbrunnen        |                 |
| 5,8  |  | o |  | Schönhauser Allee    | Prenzlauer Berg      |                 |
| 6,8  |  | o |  | Prenzlauer Allee     | Prenzlauer Berg      |                 |
| 7,8  |  | o |  | Greifswalder Straße  | Prenzlauer Berg      |                 |
| 9,4  |  | o |  | Landsberger Allee    | Prenzlauer Berg      |                 |
| 10,4 |  | o |  | Storkower Straße     | Prenzlauer Berg      |                 |
| 11,7 |  | o |  | Frankfurter Allee    | Friedrichshain       |                 |
| 13,2 |  | o |  | Ostkreuz             | Friedrichshain       |                 |
| 14,3 |  | o |  | Treptower Park       | Alt-Treptow          |                 |
| 16,5 |  | • |  | Sonnenallee          | Neukölln             |                 |
| 17,7 |  | o |  | Neukölln             | Neukölln             |                 |
| 18,5 |  | o |  | Hermannstraße        | Neukölln             |                 |
| 21,9 |  | o |  | Tempelhof            | Tempelhof            |                 |
| 23,2 |  | o |  | Südkreuz             | Schöneberg           |                 |
| 24,6 |  | o |  | Schöneberg           | Schöneberg           |                 |
| 25,3 |  | o |  | Innsbrucker Platz    | Friedenau            |                 |
| 26,1 |  | o |  | Bundesplatz          | Wilmersdorf          |                 |
| 27,4 |  | o |  | Heidelberger Platz   | Wilmersdorf          |                 |
| 28,6 |  | o |  | Hohenzollerndamm     | Halensee             |                 |
| 29,7 |  | o |  | Halensee             | Halensee             |                 |
| 30,4 |  | o |  | Westkreuz            | Charlottenbourg      |                 |
| 31,2 |  | o |  | Messe Nord/ZOB       | Charlottenbourg      | (Kaiserdamm )   |
| 32,4 |  | o |  | Westend              | Charlottenbourg      |                 |
| 34,6 |  | o |  | Jungfernheide        | Charlottenbourg-Nord |                 |
| 36,7 |  | • |  | Beusselstraße        | Moabit               |                 |
| 36,9 |  |   |  | Moabit Rebroussement | Moabit               |                 |